# Banknoty Banku Polskiego (1841–1866)
Banknoty Banku Polskiego (1841–1866) – banknoty denominowane w rublach srebrem, emitowane przez Bank Polski, z umieszczonymi latami emisji 1841–1866.

## Rys historyczny
W latach 1841–1851 na terenie Królestwa Kongresowego przeprowadzono reformę monetarną analogiczną do rosyjskiej z lat 1840–1841, nazywaną reformą Kankrina od nazwiska odpowiedzialnego za nią petersburskiego ministra finansów. Celem zmian było posiadanie w całym cesarstwie jednolitego systemu monetarnego, podobnego do tych wprowadzonych w podobnym okresie w Wielkiej Brytanii, Hiszpanii czy Niemczech. Przed reformą w Kongresówce obiegały złote polskie, a w reszcie imperium – ruble. Ukaz carski z 2 lutego 1841 r., zmienił ten stan rzeczy. W miejsce polskiego złotego, weszła nowa jednostka monetarna – rubel w srebrze. W ten sposób przestał istnieć złoty, obowiązujący na ziemiach polskich od 16 lutego 1528 r. Jedną z konsekwencji zmian było wprowadzenie rosyjskiej stopy menniczej i wagowej. Bilety Banku Polskiego musiały odtąd opiewać na walutę rublową i zawierać podwójne napisy – po rosyjsku i po polsku. Dodatkowo pojawiły się również napisy w językach: angielskim, francuskim i niemieckim. 
Od 1841 r. Bank Polski wprowadzał kolejno do obiegu nowe emisje banknotów, wzorowane na rosyjskim systemie rublowym, o nominałach: 1, 3, 10 oraz 25 rubli srebrem, bez podania równowartości w złotych polskich. Banknoty te nosiły napis: „Królestwo Polskie” oraz w wersji zmodyfikowanej w 1841 r. średni herb Królestwa Kongresowego – dwugłowego ukoronowanego orła z białym orłem na piersi, – pozbawiony płaszcza pod tarczą.  
W stosunku do emisji w złotych polskich rublowa działalność Banku Polskiego zmieniła skalę, gdyż w latach 1841 i 1846 zwiększono jego limit emisyjny. 
W 1857 r. dokonano zmiany dotychczasowego wzoru i koloru banknotu o nominale 1 rubel srebrem z zielonego na perłowy, wobec licznych jego fałszerstw.  
Ostatnia emisja pieniądza papierowego Banku Polskiego nastąpiła w 1866 r. 
Wybuch i upadek powstania styczniowego przyspieszyły proces likwidacji istniejących dotąd, względnie autonomicznych instytucji polskiego systemu finansowego i skarbowego. Bankowi Polskiemu odebrano w 1870 r. prawo emisji banknotów, a w 1885 r. postawiono go w stan likwidacji, zakończonej 15 października 1894 r. 
Z dniem 1 stycznia 1886 r. rozpoczął w Warszawie działalność Kantor Warszawski rosyjskiego Banku Państwa w Petersburgu oraz filie tegoż banku w Kraju Nadwiślańskim. Jedynym prawnym środkiem płatniczym stał się rosyjski rubel.
Ostatnie banknoty Banku Polskiego denominowane w rublach utraciły ostatecznie moc obiegową 1 stycznia 1891 r.

## Banknot emisji 1841[6]
| Nominał         | Awers i rewers banknotu | Charakterystyka |
| --------------- | ----------------------- | --- |
| 3 ruble srebrem |                         | Emisja: 1841 Seria: brak Numer: 5 cyfr lub 6 cyfr Wymiary: 91 mm x 133 mm Wprowadzony do obiegu: (?) Wycofany z obiegu: 1 stycznia 1891? |

## Banknot emisji 1842[7]
| Nominał         | Awers i rewers banknotu | Charakterystyka |
| --------------- | ----------------------- | --- |
| 3 ruble srebrem |                         | Emisja: 1842 Seria: brak Numer: 6 cyfr Wymiary: 91 mm x 133 mm Wprowadzony do obiegu: (?) Wycofany z obiegu: 1 stycznia 1891? |

## Banknoty emisji 1843[7]
| Nominał          | Awers i rewers banknotu | Charakterystyka |
| ---------------- | ----------------------- | --- |
| 3 ruble srebrem  |                         | Emisja: 1843 Seria: brak Numer: 7 cyfr Wymiary: 91 mm x 133 mm Wprowadzony do obiegu: (?) Wycofany z obiegu: 1 stycznia 1891?  |
| 10 rubli srebrem |                         | Emisja: 1843 Seria: brak Numer: 6 cyfr Wymiary: 146 mm x 107 mm Wprowadzony do obiegu: (?) Wycofany z obiegu: 1 stycznia 1891? |

## Banknot emisji 1844[7]
| Nominał          | Awers i rewers banknotu | Charakterystyka |
| ---------------- | ----------------------- | --- |
| 10 rubli srebrem |                         | Emisja: 1844 Seria: brak Numer: 6 cyfr Wymiary: 146 mm x 107 mm Wprowadzony do obiegu: (?) Wycofany z obiegu: 1 stycznia 1891? |

## Banknot emisji 1846[8]
| Nominał         | Awers i rewers banknotu | Charakterystyka |
| --------------- | ----------------------- | --- |
| 3 ruble srebrem |                         | Emisja: 1846 Seria: brak Numer: 6 cyfr Wymiary: 91 mm x 133 mm Wprowadzony do obiegu: (?) Wycofany z obiegu: 1 stycznia 1891? |

## Banknoty emisji 1847[9]
| Nominał          | Awers i rewers banknotu | Charakterystyka |
| ---------------- | ----------------------- | --- |
| 1 rubel srebrem  |                         | Emisja: 1847 Seria: brak Numer: 6 cyfr lub 7 cyfr Wymiary: 77 mm x 118 mm Wprowadzony do obiegu: (?) Wycofany z obiegu: 1 stycznia 1891? |
| 10 rubli srebrem |                         | Emisja: 1847 Seria: brak Numer: 6 cyfr Wymiary: 146 mm x 107 mm Wprowadzony do obiegu: (?) Wycofany z obiegu: 1 stycznia 1891?           |

## Banknot emisji 1848[9]
| Nominał          | Awers i rewers banknotu | Charakterystyka |
| ---------------- | ----------------------- | --- |
| 25 rubli srebrem |                         | Emisja: 1848 Seria: brak Numer: 5 cyfr Wymiary: 146 mm x 106 mm Wprowadzony do obiegu: (?) Wycofany z obiegu: 1 stycznia 1891? |

## Banknot emisji 1849[9]
| Nominał         | Awers i rewers banknotu | Charakterystyka |
| --------------- | ----------------------- | --- |
| 1 rubel srebrem |                         | Emisja: 1849 Seria: brak Numer: 6 cyfr lub 7 cyfr Wymiary: 77 mm x 118 mm Wprowadzony do obiegu: (?) Wycofany z obiegu: 1 stycznia 1891? |

## Banknot emisji 1850[10]
| Nominał         | Awers i rewers banknotu | Charakterystyka |
| --------------- | ----------------------- | --- |
| 3 ruble srebrem |                         | Emisja: 1850 Seria: brak, Numer: 6 cyfr Wymiary: 91 mm x 133 mm Wprowadzony do obiegu: (?) Wycofany z obiegu: 1 stycznia 1891? |

## Banknoty emisji 1851[10]
| Nominał         | Awers i rewers banknotu | Charakterystyka |
| --------------- | ----------------------- | --- |
| 1 rubel srebrem |                         | Emisja: 1851 Seria: brak Numer: 6 cyfr lub 7 cyfr Wymiary: 77 mm x 118 mm Wprowadzony do obiegu: (?) Wycofany z obiegu: 1 stycznia 1891? |
| 3 ruble srebrem |                         | Emisja: 1851 Seria: brak Numer: 6 cyfr Wymiary: 91 mm x 133 mm Wprowadzony do obiegu: (?) Wycofany z obiegu: 1 stycznia 1891?            |

## Banknoty emisji 1852[10]
| Nominał         | Awers i rewers banknotu | Charakterystyka |
| --------------- | ----------------------- | --- |
| 1 rubel srebrem |                         | Emisja: 1852 Seria: brak Numer: 6 cyfr lub 7 cyfr Wymiary: 77 mm x 118 mm Wprowadzony do obiegu: (?) Wycofany z obiegu: 1 stycznia 1891? |
| 3 ruble srebrem |                         | Emisja: 1852 Seria: brak Numer: 7 cyfr Wymiary: 91 mm x 133 mm Wprowadzony do obiegu: (?) Wycofany z obiegu: 1 stycznia 1891?            |

## Banknoty emisji 1853[11]
| Nominał         | Awers i rewers banknotu | Charakterystyka |
| --------------- | ----------------------- | --- |
| 1 rubel srebrem |                         | Emisja: 1853 Seria: brak Numer: 6 cyfr lub 7 cyfr Wymiary: 77 mm x 118 mm Wprowadzony do obiegu: (?) Wycofany z obiegu: 1 stycznia 1891? |
| 3 ruble srebrem |                         | Emisja: 1853 Seria: brak Numer: 7 cyfr Wymiary: 91 mm x 133 mm Wprowadzony do obiegu: (?) Wycofany z obiegu: 1 stycznia 1891?            |

## Banknoty emisji 1854[11]
| Nominał         | Awers i rewers banknotu | Charakterystyka |
| --------------- | ----------------------- | --- |
| 1 rubel srebrem |                         | Emisja: 1854 Seria: brak Numer: 6 cyfr lub 7 cyfr Wymiary: 77 mm x 118 mm Wprowadzony do obiegu: (?) Wycofany z obiegu: 1 stycznia 1891? |
| 3 ruble srebrem |                         | Emisja: 1854 Seria: brak Numer: 7 cyfr Wymiary: 91 mm x 133 mm Wprowadzony do obiegu: (?) Wycofany z obiegu: 1 stycznia 1891?            |

## Banknot emisji 1855[12]
| Nominał         | Awers i rewers banknotu | Charakterystyka |
| --------------- | ----------------------- | --- |
| 1 rubel srebrem |                         | Emisja: 1855 Seria: brak Numer: 7 cyfr Wymiary: 77 mm x 118 mm Wprowadzony do obiegu: (?) Wycofany z obiegu: 1 stycznia 1891? |

## Banknoty emisji 1856[13]
| Nominał         | Awers i rewers banknotu | Charakterystyka |
| --------------- | ----------------------- | --- |
| 1 rubel srebrem |                         | Emisja: 1856 Seria: brak Numer: 7 cyfr Wymiary: 66 mm x 118 mm Wprowadzony do obiegu: (?) Wycofany z obiegu: 1 stycznia 1891? |

## Banknot emisji 1857[13]
| Nominał         | Awers i rewers banknotu | Charakterystyka |
| --------------- | ----------------------- | --- |
| 1 rubel srebrem |                         | Emisja: 1857 Seria: brak Numer: 6 cyfr lub 7 cyfr Wymiary: 77 mm x 118 mm Wprowadzony do obiegu: (?) Wycofany z obiegu: 1 stycznia 1891? |

## Banknoty emisji 1858[14]
| Nominał         | Awers i rewers banknotu | Charakterystyka |
| --------------- | ----------------------- | --- |
| 1 rubel srebrem |                         | Emisja: 1858 Seria: brak Numer: 6 cyfr lub 7 cyfr Wymiary: 77 mm x 118 mm Wprowadzony do obiegu: (?) Wycofany z obiegu: 1 stycznia 1891? |
| 3 ruble srebrem |                         | Emisja: 1858 Seria: brak Numer: 7 cyfr Wymiary: 91 mm x 133 mm Wprowadzony do obiegu: (?) Wycofany z obiegu: 1 stycznia 1891?            |

## Banknot emisji 1864[15]
| Nominał         | Awers i rewers banknotu | Charakterystyka |
| --------------- | ----------------------- | --- |
| 1 rubel srebrem |                         | Emisja: 1864 Seria: brak Numer: 7 cyfr lub 8 cyfr Wymiary: 77 mm x 118 mm Wprowadzony do obiegu: (?) Wycofany z obiegu: 1 stycznia 1891? |

## Banknoty emisji 1865[15]
| Nominał          | Awers i rewers banknotu | Charakterystyka |
| ---------------- | ----------------------- | --- |
| 3 ruble srebrem  |                         | Emisja: 1865 Seria: brak Numer: 7 cyfr Wymiary: 91 mm x 133 mm Wprowadzony do obiegu: (?) Wycofany z obiegu: 1 stycznia 1891?  |
| 25 rubli srebrem |                         | Emisja: 1865 Seria: brak Numer: 5 cyfr Wymiary: 146 mm x 106 mm Wprowadzony do obiegu: (?) Wycofany z obiegu: 1 stycznia 1891? |

## Banknoty emisji 1866[16]
| Nominał          | Awers i rewers banknotu | Charakterystyka |
| ---------------- | ----------------------- | --- |
| 1 rubel srebrem  |                         | Emisja: 1866 Seria: brak Numer: 7 cyfr lub 8 cyfr Wymiary: 77 mm x 118 mm Wprowadzony do obiegu: (?) Wycofany z obiegu: 1 stycznia 1891? |
| 3 ruble srebrem  |                         | Emisja: 1866 Seria: brak Numer: 7 cyfr Wymiary: 91 mm x 133 mm Wprowadzony do obiegu: (?) Wycofany z obiegu: 1 stycznia 1891?            |
| 10 rubli srebrem |                         | Emisja: 1866 Seria: brak Numer: 6 cyfr Wymiary: 146 mm x 107 mm Wprowadzony do obiegu: (?) Wycofany z obiegu: 1 stycznia 1891?           |
| 25 rubli srebrem |                         | Emisja: 1866 Seria: brak Numer: 6 cyfr Wymiary: 146 mm x 106 mm Wprowadzony do obiegu: (?) Wycofany z obiegu: 1 stycznia 1891?           |